# EMUSIC
『EMUSIC』（エミュージック）は、新田恵海の1枚目のオリジナルアルバム。2015年10月21日にブシロードミュージックのemitsunレーベルから発売された。

## 概要
2014年9月にソロアーティストデビューして以来、新田にとって初のオリジナルアルバムであり、新田の音楽世界「EMUSIC」をテーマに、色とりどりの楽曲が収録された1枚となっている。タイトルには自分の名前（「恵海の音楽」）、「笑みの音楽」、「良い音楽」の意味が込められている。
販売形態はDVD付き限定盤（EMTN-10008）、フォトブックレット付き限定盤（EMTN-10009）、通常盤（EMTN-10007）の3種類で、限定盤はいずれも特製三方背BOX仕様となっている。DVDには表題曲「EMUSIC」のミュージック・クリップが収録されており、フォトブックは本商品のために撮り下ろしたものである。
2015年11月8日、東京ドームシティーホールで『新田恵海1st Live「EMUSIC〜始まりの場所〜」』が開催された。2016年には追加公演『新田恵海 LIVE 2016 EMUSIC〜つなぐメロディー〜』が開催された。
2016年8月18日、フォトブックレット付き限定盤の台湾版（STAAA-JP00009）が発売された。
先述の通り、新田の音楽世界＝EMUSICであり、本作に留まらず、以降のアルバム・単独ライブのタイトルにもEMUSICが含まれている。

## 収録内容
それまでのシングルの表題曲である「笑顔と笑顔で始まるよ!」、「探求Dreaming」、「NEXT PHASE」に新曲8曲を加えた、計11の楽曲を収録。新曲についてはノンタイアップである。
作詞（最終曲除く）は、それまでのシングルに携わってきた畑亜貴とSatomiに加え、海老根祐子・唐沢美帆・藤林聖子の計5名が担当している。
サウンドプロデュースはこれまでのシングルと同様、全曲をElements Gardenが担当。上松範康・藤田淳平・藤間仁・菊田大介・母里治樹・岩橋星実・喜多智弘・藤永龍太郎の8名が作曲や編曲を担当し、ディレクションでのみ参加のEvan Callと末益涼太も含めれば、当時所属の全メンバー10名が制作に携わっている。
最終曲「きらめきを夢みて」は、新田自身が作詞・作曲をした楽曲である。
CD（全盤共通）
（全曲ヴォーカル・コーラス：新田恵海、全曲サウンドプロデュース：Elements Garden）

1. EMUSIC［3:57］
  - 作詞：畑亜貴 ／ 作曲：上松範康(Elements Garden) ／ 編曲：藤間仁(Elements Garden)
  - Bass：須長和広 ／ Guitar：山本陽介 ／ All other instruments & Programming：藤間仁(Elements Garden)
  - Mixed by 白井康裕 ／ Directed by 藤間仁(Elements Garden)
2. 笑顔と笑顔で始まるよ!［5:27］
  - 1stシングル表題曲
  - 作詞：畑亜貴 ／ 作曲：上松範康(Elements Garden) ／ 編曲：菊田大介(Elements Garden)
  - Guitars：加納望 ／ All other instruments & Programming：菊田大介(Elements Garden)
  - Mixed by 近藤久芳 ／ Directed by 菊田大介(Elements Garden)
3. 言葉より強く［3:54］
  - 作詞：Satomi ／ 作曲・編曲：藤間仁(Elements Garden)
  - Guitar・All other instruments & Programming：藤間仁(Elements Garden)
  - Mixed by 白井康裕 ／ Directed by 藤間仁(Elements Garden)
4. Rainy＊flower［4:43］
  - 作詞：唐沢美帆 ／ 作曲・編曲：藤永龍太郎(Elements Garden)
  - Guitar・Bass・All other instruments & Programming：藤永龍太郎(Elements Garden)
  - Mixed by 白井康裕 ／ Directed by 藤永龍太郎(Elements Garden)
5. Dear everyday［3:42］
  - 作詞：海老根祐子 ／ 作曲：喜多智弘(Elements Garden) ／ 編曲：藤田淳平(Elements Garden)
  - Guitar：加納望 ／ All other instruments & Programming：藤田淳平(Elements Garden)
  - Mixed by 近藤久芳 ／ Directed by 末益涼太(Elements Garden)
6. 探求Dreaming［4:31］
  - 2ndシングル表題曲 ／ テレビアニメ『探偵歌劇 ミルキィホームズ TD』エンディングテーマ
  - 作詞：畑亜貴 ／ 作曲：上松範康(Elements Garden) ／ 編曲：岩橋星実(Elements Garden)
  - Guitars：渡嘉敷維 ／ Violin：室屋光一郎 ／ All other instruments & Programming：岩橋星実(Elements Garden)
  - Mixed by 近藤久芳 ／ Directed by 岩橋星実(Elements Garden)
7. WONDER! SHUTTER LOVE［3:45］
  - 作詞：藤林聖子 ／ 作曲・編曲：岩橋星実(Elements Garden)
  - Guitar：渡嘉敷維 ／ Percussion・All other instruments & Programming：岩橋星実(Elements Garden)
  - Mixed by 近藤久芳 ／ Directed by 岩橋星実(Elements Garden)
8. スピカ［4:51］
  - 作詞：唐沢美帆 ／ 作曲・編曲：藤田淳平(Elements Garden)
  - Bass：須長和広 ／ Gutar：奈良悠樹(F.M.F) ／ All other instruments & Programming：藤田淳平(Elements Garden)
  - Mixed by 白井康裕 ／ Directed by 藤田淳平(Elements Garden)
9. OURS POWERS［5:11］
  - 作詞：畑亜貴 ／ 作曲・編曲：母里治樹(Elements Garden)
  - Guitars：加納望 ／ All other instruments & Programming：母里治樹(Elements Garden)
  - Mixed by 近藤久芳 ／ Directed by 喜多智弘(Elements Garden)
10. NEXT PHASE［4:27］
  - 3rdシングル表題曲 ／ テレビアニメ『カードファイト!! ヴァンガードG』エンディングテーマ
  - 作詞：Satomi ／ 作曲・編曲：藤田淳平(Elements Garden)
  - Bass：須長和広 ／ Guitar：山本陽介 ／ All other instruments & Programming：藤田淳平(Elements Garden)
  - Mixed by 西沢栄一／ Directed by 藤田淳平(Elements Garden)
11. きらめきを夢みて［4:30］
  - 作詞・作曲：新田恵海 ／ 編曲：母里治樹(Elements Garden)
  - Guitars：加納望 ／ All other instruments & Programming：母里治樹(Elements Garden)
  - Mixed by 近藤久芳 ／ Directed by Evan Call(Elements Garden)

DVD（DVD付き限定盤のみ）
【DVD収録内容】
1. EMUSIC　Music Clip
2. EMUSIC　Music Clip Making

フォトブックレット（フォトブックレット付き限定盤のみ）
特製フォトブックレット（48ページ）